# 布拉格斯拉維亞體育俱樂部
布拉格斯拉維亞體育俱樂部（捷克語：SK Slavia Praha）是一家主場位於捷克布拉格的足球俱樂部。布拉格斯拉維亞與布拉格的另一家足球俱樂部布拉格斯巴達之間的德比戰被稱為「布拉格德比」。
当地时间2018年11月19日，捷克甲级联赛劲旅布拉格斯拉维亚足球俱乐部召开了新闻发布会，对外宣布中赫集团将投资控股布拉格斯拉维亚俱乐部成为其大股东，并冠名球队主场伊甸园体育场。即日起，伊甸园体育场更名为中赫体育场。同时，从即日起，北京中赫国安足球俱乐部与布拉格斯拉维亚足球俱乐部正式成为兄弟俱乐部。

## 俱樂部名稱的歷史
- 1892年 - SK ACOS布拉格 (Sportovní klub Akadamický cyklistický odbor Slavia Praha)
- 1893年 - SK斯拉維亞布拉格 (Sportovní klub Slavia Praha)
- 1948年 – Sokol斯拉維亞布拉格 (Sokol Slavia Praha)
- 1949年 – ZSJ迪納摩斯拉維亞布拉格 (Základní sportovní jednota Dynamo Slavia Praha)
- 1953年 – DSO迪納摩布拉格 (Dobrovolná sportovní organizace Dynamo Praha)
- 1954年 – TJ迪納摩布拉格 (Tělovýchovná jednota Dynamo Praha)
- 1965年 – SK斯拉維亞布拉格 (Sportovní klub Slavia Praha)
- 1973年 – TJ斯拉維亞布拉格 (Tělovýchovná jednota Slavia Praha)
- 1977年 – TJ斯拉維亞IPS布拉格 (Tělovýchovná jednota Slavia Inženýrské průmyslové stavby Praha)
- 1978年 – SK斯拉維亞IPS布拉格 (Sportovní klub Slavia Inženýrské průmyslové stavby Praha)
- 1991年 – SK斯拉維亞 (Sportovní klub Slavia Praha - fotbal, a.s.)

## 俱乐部历史
布拉格斯拉维亚俱乐部于1892年在捷克民族复兴运动的影响下成立。在20世纪早期，斯拉维亚是捷克最强大的俱乐部，在比赛中经常可以以大比分击败其他国内对手。在捷克斯洛伐克第一共和国时期，斯拉维亚曾八度获得顶级联赛冠军。在1938年，斯拉维亚获得了当时欧洲大陆足球的最高荣誉-中欧杯的冠军。
在1948年捷克斯洛伐克共產黨取得政权后，社会许多层面都发生了深刻的变化，包括体育。足球联赛被要求按照苏联模式进行，斯拉维亚俱乐部也被迫更名为布拉格迪那摩俱乐部。在这段时期，斯拉维亚陷入低谷，甚至曾经从第一级别联赛降级。
1995/96赛季，斯拉维亚俱乐部拿到了阔别49年的联赛冠军。在2009年到2015年期间，球队接连更换所有者，运营陷入困境。2013年8月19日，球队在捷甲联赛中以0-7的比分负于特普利采队，创造了俱乐部历史了最惨痛的失利。
2015年，中国华信集团以2700万克朗的价格收购了斯拉维亚俱乐部59.97%的股份。在收购后，新东家偿还了俱乐部的所有债务。前捷克社民党政治人物Jaroslav Tvrdík被任命为球队主席。
2018年，中信集团接手了华信集团的俱乐部股份。
斯拉维亚俱乐部在2018/19赛季到2020/21赛季取得了捷克甲级联赛的三连冠。并于2018/19赛季和2020/21赛季两次闯入欧联杯八强。
2022/23 赛季斯拉维亚在捷甲中与斯巴达同分，但遗憾屈居亚军。在捷克杯决赛中，斯拉维亚以2-0的比分战胜同城对手斯巴达队夺冠。
自 2023 年 12 月起，该俱乐部由捷克商人帕维尔·蒂卡奇(Pavel Tykač)所有，据报道，他以 20 亿捷克克朗的价格从中国老板手中买下了该俱乐部。

## 榮譽

### 國內
- 捷克足球甲級聯賽 : 21次（包括捷克斯洛伐克時代）
  - 1925, 1928–29, 1929–30, 1930–31, 1932–33, 1933–34, 1934–35, 1936–37, 1939–40, 1940–41, 1941–42, 1942–43, 1946–47, 1995–96, 2007–08, 2008–09, 2016–17, 2018–19, 2019–20, 2020–21, 2024–25

- 捷克盃 : 11次（包括捷克斯洛伐克時代）
  - 1941, 1942, 1945, 1974, 1996–97, 1998–99, 2001–02, 2017–18, 2018–19 , 2020-21, 2022-23

## 外部連結
- 官方网站 （捷克語） （中文） （英語）